# Sıla Gençoğlu

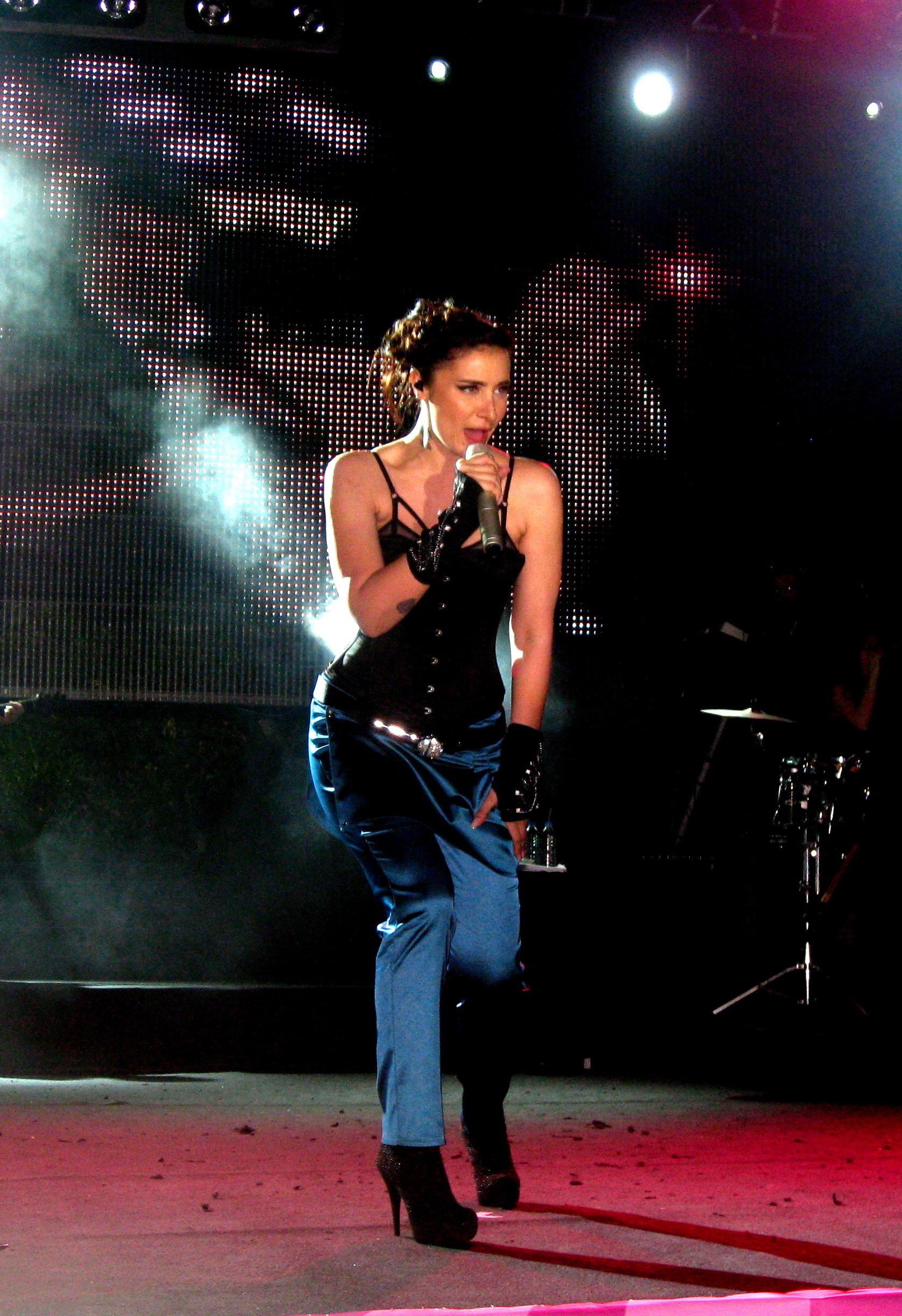
Sıla auf dem Frühlingsfest 2011 der Bahçeşehir Üniversitesi in Istanbul

Sıla Gençoğlu (* 17. Juni 1980 in Acıpayam, Denizli) ist eine türkische Popsängerin und Songwriterin.

## Biografie
Sie arbeitete als Produzentin, Liedtexterin und Backgroundsängerin für viele türkische Künstler wie Kenan Doğulu und Emel Müftüoğlu. 2007 veröffentlichte sie ihr erstes Album Sıla. Die darauf enthaltene Debütsingle ... Dan Sonra (dt.: „Nachdem ...“) war die erfolgreichste Single des Jahres in der Türkei. Der dazugehörige Videoclip war unter den meistgespielten Clips des Jahres 2007. Später veröffentlichte sie Kenar Süsü (dt.: „Die Einfassung“) als ihre zweite Single von ihrem selbstbetitelten ersten Album. Anfang 2008 produzierte Sıla mit Shaker ein internationales Kollaborationsalbum mit der kolumbianischen Band Ciclon, das am 15. Mai erschien.
Nachdem Gençoğlu einige Wochen nach dem gescheiterten Putschversuch in der Türkei 2016 nicht an einer von Staatspräsident Erdogan einberufenen Großkundgebung, die sie als „Show“ bezeichnete, hatte teilnehmen wollen, wurde sie in den sozialen Medien und türkischen Zeitungen hart angegriffen. Die Kommunalverwaltungen einiger großer türkischer Städte sagten geplante Konzerte von Gençoğlu ab und die Staatsanwaltschaft leitete ein Verfahren wegen „Herabsetzung der türkischen Nation“ gegen sie ein.
Im Februar 2018 wurden sechs ihrer Titel durch die TRT gesperrt. Neben ihren Liedern wurden weitere Lieder von populären Künstlern wie Bengü und Demet Akalın zensiert. Ein Grund wurde nicht angegeben, aber laut einer kollektiven Liste mit möglichen Gründen sollen die Lieder moralisch verwerflich sein oder mit terroristischen Aktivitäten in Verbindung gebracht werden. Es sind folgende Titel betroffen: Afitap, Bırak, Engerek, Mühstehcen und Yan Benimle.

## Diskografie

### Alben
- 2007: Sıla
- 2009: İmza
- 2010: Konuşmadığımız Şeyler Var
- 2012: Vaveyla
- 2014: Yeni Ay
- 2016: Mürekkep
- 2022: Şarkıcı

### EPs
- 2013: Özel
- 2019: Acı
- 2019: Meşk

### Live-Alben
- 2012: Joker
- 2024: Vol. 1 (Live)
- 2024: Ayna Yazısı (Akustik)

### Kollaborationen
- 2008: Shaker (mit Ciclon)

### Singles
| - 2007: ...Dan Sonra (mit Kenan Doğulu) - 2007: Töre - 2008: Yaz Geliyor Heyoo (mit Ciclon) - 2008: Dön Demeyi Unuttum - 2008: Ne Desem İnanırsın - 2008: Kenar Süsü - 2009: Sevişmeden Uyumayalım - 2009: İnşallah - 2009: Yara Bende - 2009: Seni Görmeseydim (mit Serkan Çağrı) - 2010: Bana Biraz Renk Ver - 2010: Alain Delon (mit Ozan Doğulu) - 2010: Acısa da Öldürmez - 2011: Hadi Ordan (mit Gökhan Keser) - 2011: Bazen (mit Gökhan Keser) - 2011: Oluruna Bırak - 2011: Kafa - 2011: Boş Yere - 2012: Tam da Bugün - 2012: Yoruldum - 2012: İmkânsız - 2012: Zor Sevdiğimden - 2013: Aslan Gibi - 2014: Vaziyetler - 2014: Yabancı - 2014: Yeter - 2014: Reverans - 2014: Saki - 2014: Canım Sıkılıyor Canım - 2014: Haşa (mit İskender Paydaş) - 2015: Hediye - 2015: Aç Bir Coca-Cola (mit Özcan Deniz) (Original: Dhanush – Why This Kolaveri Di) - 2016: Afitap (Original: Nora Istrefi – Nuk Mundem) - 2016: Engerek - 2016: Belalım - 2016: Başka Şarkı (mit Rubato) | - 2016: Ateşle Oynama (mit Erol Evgin) - 2017: Yan Benimle - 2017: Muhbir - 2018: Beni Hatırla - 2018: Sen De Başını Alıp Gitme - 2019: Sabır - 2019: Medet - 2019: Karanfil - 2019: Her Yaşın Ayrı Bir Güzelliği Var - 2019: Haytalar Dükkanı - 2020: Yaralım (mit Nükhet Duru) - 2020: Zahmet Olmazsa (mit Emre Altuğ) - 2020: İnandım - 2021: Ver O Zaman Gömleklerimi (mit Yalın) - 2021: Rüyanda Görsen İnanma - 2022: Fırtına - 2022: Şarkıcı - 2022: Velhasıl - 2022: Anonim Sevgili (mit Ceylan Ertem) - 2022: Tükeneceğiz (mit Ceylan Ertem) - 2022: Kalksın Uyuyanlar - 2023: Arz - 2023: Özledim Her Şeyini - 2024: Deli Kızın Türküsü - 2024: Zahmet Olmazsa - 2024: Yağmur - 2024: Mesela - 2024: Kapkara - 2024: Düşüyorum Hayatın Ellerinden - 2024: Hep Olsun Aşk - 2025: Özgürlük - 2025: Sakatlık Bende - 2025: Kış Geliyor - 2025: Rüyalar Güzeli - 2025: Leyla |

Quelle:

### Gastauftritte
- 2003: Aklım Karıştı (von Kenan Doğulu - Hintergrundstimme)
- 2004: Tek Gecelik Aşk Masalı (von Yalın - Hintergrundstimme)
- 2006: Yüzsüz Yürek (von Kenan Doğulu - Hintergrundstimme)

### Songwriting (Auswahl)
- 2012: Deli (von Ziynet Sali)
- 2014: Bugün Adım Leyla (von Ziynet Sali)
- 2015: Dağınık Yatak (von Ziynet Sali)
- 2015: Çeyrek Gönül (von Ziynet Sali)
- 2015: Mevsimsizim (von Ziynet Sali)
- 2015: Başrol (von Ziynet Sali)
- 2015: Bahsetmem Lazım (von Güliz Ayla)
- 2016: Temelli (von Murat Boz)
- 2018: Sarmaşık (von Mabel Matiz)

## Auszeichnungen
- 2008: Radyo Boğaziçi Müzik Ödülleri: Beste Neue Künstler
- 2008: Powertürk Müzik Ödülleri: Beste Neue Künstler
- 2008: Altın Kelebek Award in der Kategorie Bester Newcomer
- 2008: Kral Türkiye Müzik Award in der Kategorie Beste Newcomerin
- 2010: Kral Türkiye Müzik Award in der Kategorie Song des Jahres (für Sevişmeden Uyumayalım)
- 2010: Altın Kelebek Award in der Kategorie Song des Jahres (für Sevişmeden Uyumayalım)
- 2015: Kral Türkiye Müzik Award in der Kategorie Bestes Album (für Yeni Ay)
- 2015: Altın Kelebek Award in der Kategorie Beste Pop-Sängerin
- 2016: Altın Kelebek Award in der Kategorie Beste Pop-Sängerin